# Дегерес
Дегерес (каз. Дегерес) — село в Жамбылском районе Алматинской области Казахстана. Административный центр Дегересского сельского округа. Код КАТО — 194245100.

## История села
Село было основано приблизительно в 1918 году Здесь находился знаменитый на весь Советский Союз конезавод по выращиванию племенных лошадей. Во времена Великой Отечественной войны в 1942 году 6000 лошадей были отобраны для отправки на фронт. Решением Президиума Алматинского областного исполнительного комитета от 5 ноября 1994 года село было переименовано в Дегере.

## Название
А. Абрахманов был согласен с мнением Г. Конкашбаева насчёт того, что название Дегерес происходит от монгольского слова «дзэргерес (дзерлиг герес)» означающее «дикая коза, горная коза». Е. Койшыбаев же думает что корень слова происходит от тюркского слова «тегер» означающее «оборот», а суффикс «ес» обозначает признак предмета или явления. Также Э. М. Мурзаев заметил, что на эвенкийском языке «дигири» значит «низкогорье».
По мнению А. Нурмагамбетова, основой топонима дегерес является монгольское слово дегуур — «верх». Проанализировав вышеупомянутые предположения можно вывести, что корнем слов дегер, дэгуур, дигири является дег. Этот корень близок по смыслу и звучанию на персидское слово тиг (тег) и таджикское слово тег (тега) обозначающие вершина горы. Слово «ес» во второй части названия с тюркского и монгольского языков переводится как «вода», «река». Данный вывод точно описывает географическое положение реки Дегерес.

## Географическое положение
Дегерес находится в 60 километрах к западу от административного центра Жамбыльского района — села Узынагаш.

## Население
В 1999 году население села составляло 1486 человек (757 мужчин и 729 женщин). По данным переписи 2009 года в селе проживало 1559 человек (806 мужчин и 753 женщины). По данным от 2016 года население села составило 1785 человек.

## Известные жители и уроженцы
- Джандыбаев, Чопан (род. 1937) — Герой Социалистического Труда.